# Pevar Den
Pevar Den est un groupe de musique bretonne qui joue majoritairement en fest-noz. 
Pevar Den signifie 4 personnes.

## Histoire
Après l’expérience Pellgomz, Jean-Claude Riou (violon) et Thierry Lahais (bombarde, veuze), fondent le groupe Pevar Den en 1995, épaulés du flûtiste Pol Jézéquel et du guitariste Hervé Cureau.
Aujourd'hui, le groupe est constitué de Jean-Claude Riou, de Florian Juillard qui remplace Thierry Lahais depuis avril 2009, de Yann Simon à la flûte traversière et au biniou  qui remplace Youenn Le Cam depuis 2012, de Yann Le Gall qui remplace Hervé Cureau depuis 2001.

## Composition
- Florian Juillard (bombarde, veuze) depuis avril 2009
- Yann Le Gall (guitare acoustique) depuis 2001
- Jean-Claude Riou (octaveur, violon) depuis 1995
- Yann Simon (flûte traversière, biniou) depuis 2012

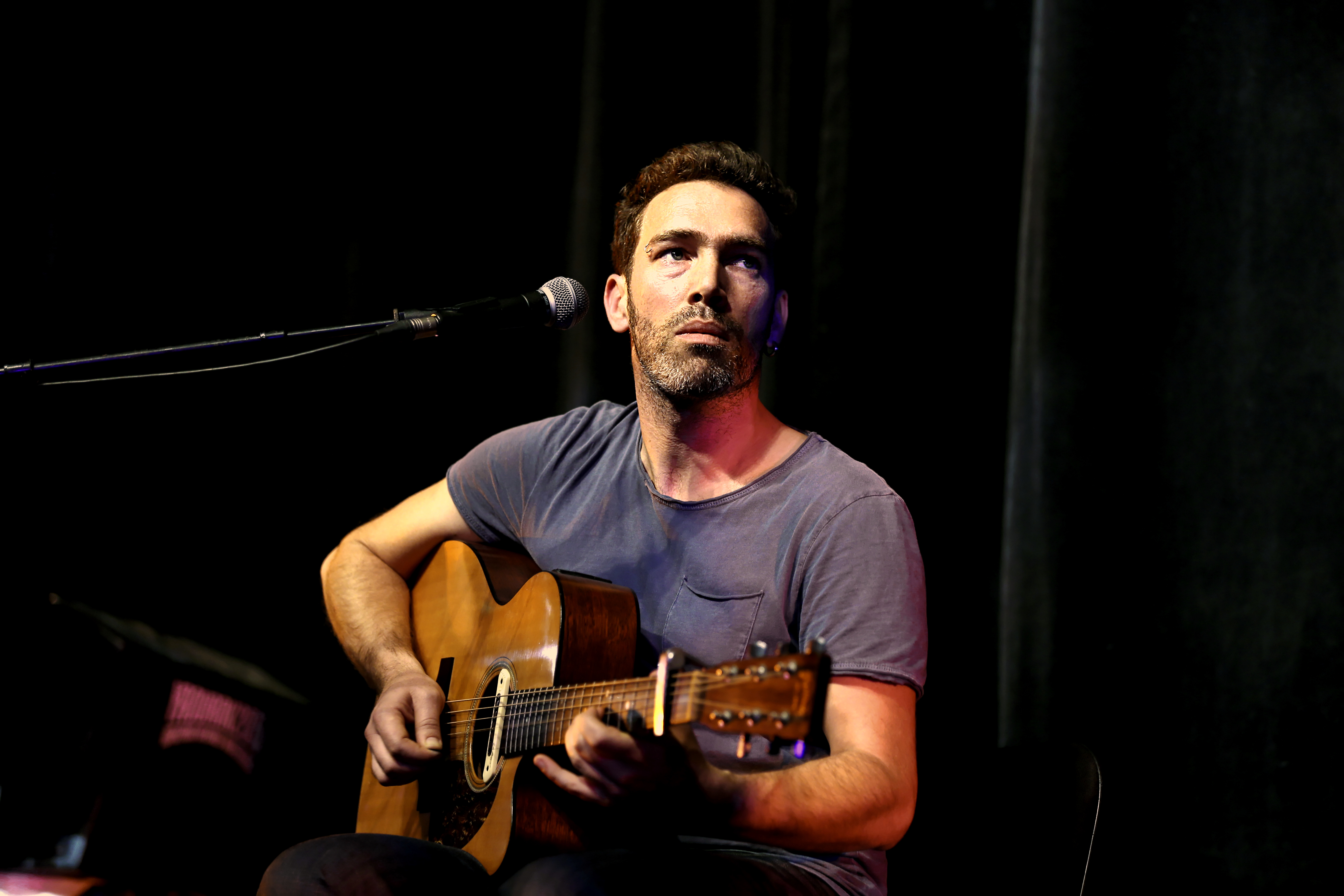
Yann Le Gall

## Discographie
- 1998 : Pevar Den (Déclic communication)
- 2002 : Fest Noz (Coop Breizh)
- 2005 : Dek Vloaz (Coop Breizh)
- 2008 : Pad An Noz (Coop Breizh)